# (13387) Iros
(13387) Iros, désignation internationale (13387) Irus, est un astéroïde troyen jovien.

## Description
(13387) Iros est un astéroïde troyen jovien, camp grec, c'est-à-dire situé au point de Lagrange L4 du système Soleil-Jupiter. Il présente une orbite caractérisée par un demi-grand axe de 5,218 UA, une excentricité de 0,095 et une inclinaison de 7,2° par rapport à l'écliptique.
Il est nommé en référence au personnage de la mythologie grecque, le mendiant Iros, acteur du conflit légendaire de la guerre de Troie.

## Compléments